# Mariner 9
De Mariner 9 was een onbemande Amerikaanse ruimtevlucht naar Mars aan het begin van de jaren 70. Deze sonde maakte deel uit van het Marinerprogramma en was het eerste ruimtevaartuig dat er in slaagde een omloopbaan rond een andere planeet te bereiken. Missiedoel was onderzoek doen en mogelijke landingsplaatsen selecteren voor toekomstige landers.

## Vijf sondes gaan op pad

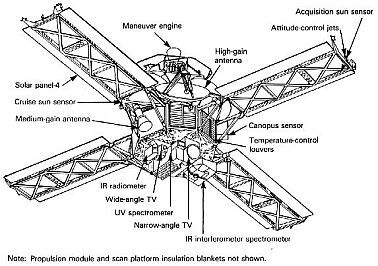
Schema van Mariner 9.

Tijdens de Koude Oorlog poogden zowel de VS als Sovjet-Unie voortdurend de superioriteit van hun technologie te bewijzen in de ruimterace. Beide landen maakten daarom aanzienlijke financiële fondsen vrij voor hun ruimtevaartorganisaties. De verkenning van andere planeten stond echter nog in de kinderschoenen. De wetenschap moest zich behelpen met enkele haastig geschoten opnames tijdens passages en enige summiere aanvullende gegevens, maar geen enkele sonde verrichtte gedurende langere tijd onderzoek vanuit een omloopbaan. De twee supermachten stuurden tijdens dit lanceervenster vijf sondes om deze gewilde primeur in de wacht te slepen. NASA lanceerde Mariner 8 en 9 richting Mars; vanuit Bajkonoer gingen de Russische Mars 2 en 3 op weg naar de rode planeet. Een derde Russische lancering kende een voortijdig einde. Het wegschieten van Kosmos 419 uit een parkeerbaan mislukte. 

## Mariner Mars 1971 aangepast
De Mariner Mars missie 1971 bestond uit twee onbemande ruimteschepen. Mariner 8 moest 70% van het Martiaanse oppervlak in kaart brengen. De Mariner 9 zou temperatuurverschillen meten en de oppervlakte nader onderzoeken. Het oorspronkelijke missieplan ging al snel in rook op met de mislukte lancering van Mariner 8. NASA moest nu zo veel mogelijk gegevens via Mariner 9 verzamelen. Dit lukte grotendeels. Mars werd met dezelfde resolutie gefotografeerd als oorspronkelijk gepland. Alleen de poolgebieden werden vanaf grotere afstand in een schuinere hoek vastgelegd. Tevens voorzag het oorspronkelijke missieplan in zes geselecteerde gebieden, die Mariner 9 iedere vijf dagen onderzocht. In plaats daarvan bekeek het toestel nu kleinere gebieden om de zeventien dagen. De inclinatie voor beide sondes bedroeg oorspronkelijk 80° en 50°. Nu Mariner 9 er alleen voor stond wijzigde NASA dit naar 65°. De beoogde missiedoelen achtte NASA haalbaar vanuit een baan met een omlooptijd van ongeveer 12 uur bij een periapsis van omstreeks 1350 km.

## Opbouw

### Afmetingen en massa
De Mariner 9 had een achthoekige vorm; het magnesium frame was 45,7 cm diep en een diagonaal mat 138,4 cm. Vier zonnepanelen (twee aan twee tegenover elkaar) aan de bovenkant gaven het toestel een spanwijdte van 6,89 m. Hier bevonden zich ook de hoofdmotor met twee brandstoftanks, een antennemast van 1,44 m lengte en een schotelantenne. Het beweegbare instrumentenplatform was aan de onderzijde bevestigd, waardoor de hoogte van deze verkenner uitkwam op 2,28 m. De totale massa bedroeg afgetankt 997,9 kg, die van de wetenschappelijke instrumenten 63,1 kg. Leeg had het toestel een massa van 558,8 kg. Het frame bood ook onderdak aan radioverbindings- en vluchtgeleidingsapparatuur. Thermische dekens en lamellen (aan alle acht zijden) regelden de temperatuur aan boord.

### Energie, voortstuwing en standregeling
De vier zonnepanelen omsloegen een oppervlakte van 7,7 m² en bevatten 14.742 zonnecellen. Die leverden elektriciteit aan een nikkel-cadmium-accu met een capaciteit van 20 Ah. De panelen wekten op 1 AE een vermogen van 800 W op; in de nabijheid van de rode planeet liep dit terug tot 500 W. De standregeling werd aangestuurd door gyroscopen, versnellingsmeter, zonnesensor, Canopuszoeker en traagheidsnavigatie. De standregelraketjes (twee groepjes van zes) aan de uiteinden van de panelen gebruikten stikstof. De cardanische hoofdmotor was berekend op vijfmalig gebruik, leverde een stuwkracht van 1340 N en functioneerde op een hypergool mengsel van methylhydrazine en distikstoftetraoxide.

### Communicatie
Mariner 9 was uitgerust met een staafantenne, hoornantenne en schotelantenne. Verzamelde gegevens sloeg het vaartuig tijdelijk op een digitale bandrecorder op. De band met acht sporen had een lengte van 168 m en kon bij een bitrate van 132 kbit per seconde 180 miljoen bits opslaan. Afspelen geschiedde per twee sporen met een snelheid van 1, 2, 4, 8 of 16 kbit/sec. Via de S-band onderhield de vluchtleiding contact. Mariner 9 beschikte over een ontvanger en twee zenders met een vermogen van 10 en 20 W.

### Instrumenten

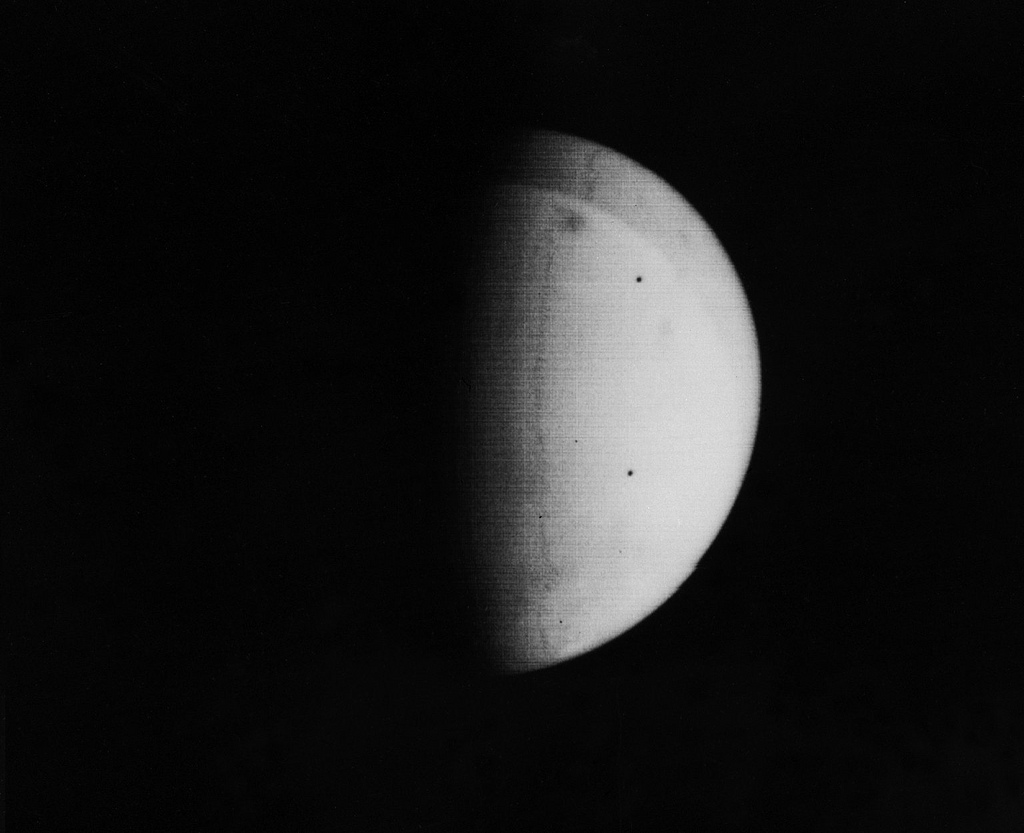
Mariner 9 maakte deze opname op 11 november vanaf ruim 656.000 km. De woedende storm onttrekt nagenoeg het gehele oppervlak aan het zicht. De vage vlek op de foto is Olympus Mons (noord boven).

De wetenschappelijke uitrusting van Mariner 9 bestond uit:
- UVS (Ultra-Violet Spectrometer), functionerend op een golflengte van 1100 tot 3520 Å. Deze mat de uv-straling van oppervlak en atmosfeer en legde plaatselijke ozonconcentraties vast ten behoeve van astrobiologisch onderzoek.
- Vidicon tv-camera's, die het oppervlak in kaart brachten met een oplossend vermogen van 1 km tot 100 meter per pixel. Beide camera's leverden beelden van 700 beeldlijnen met 832 pixels. De telelens had een brandpuntsafstand van 500 mm en een blikveld van 1,41 x 1,06°. De groothoeklens had een brandpuntsafstand van 52 mm bij een blikveld van 15,5 x 10,5°.
- IRIS (Infrared Interferometer Spectrometer), die gegevens verzamelde over de verticale opbouw en samenstelling van de atmosfeer en de emissiviteit van de bodem, op golflengtes van 6 tot 50 µm.
- IRR (Infrarood Radiometer), functionerend op 8-12 µm en 18-25 µm. Dit diende o.a. om de temperatuur van ijskap en aangrenzende gebieden te bepalen en warmtebronnen op te sporen.
- Hemelmechanica-experiment, door de afgelegde baan nauwkeurig te berekenen zorgde dit voor een beter begrip van het Martiaanse zwaartekrachtveld en efemeriden.
- Occultatie-experiment, om de refractie te bepalen.

## Vluchtverloop

### Lancering en vlucht naar Mars
Mariner 9 werd gelanceerd op 30 mei 1971 met een Atlas-Centaur draagraket vanaf Cape Canaveral. Na 13 minuten maakte de verkenner zich van de Centaur los en lag op een directe koers naar Mars, zonder eerst in een parkeerbaan te komen. Vier minuten later ontvouwden de zonnepanelen zich.  Op 5 juni voerde het vaartuig een koerscorrectie uit. De berekende positie van de sonde en de efemeriden van Mars waren dermate nauwkeurig, dat verdere koerswijzigingen overbodig bleken. Op 1 en 8 oktober kalibreerde de vluchtleiding de instrumenten; op 8 en 9 november de tv-camera's. De vlucht verliep voorspoedig en na 167 dagen bereikte Mariner 9 op 14 november 1971 de rode planeet.

### Baan rond Mars

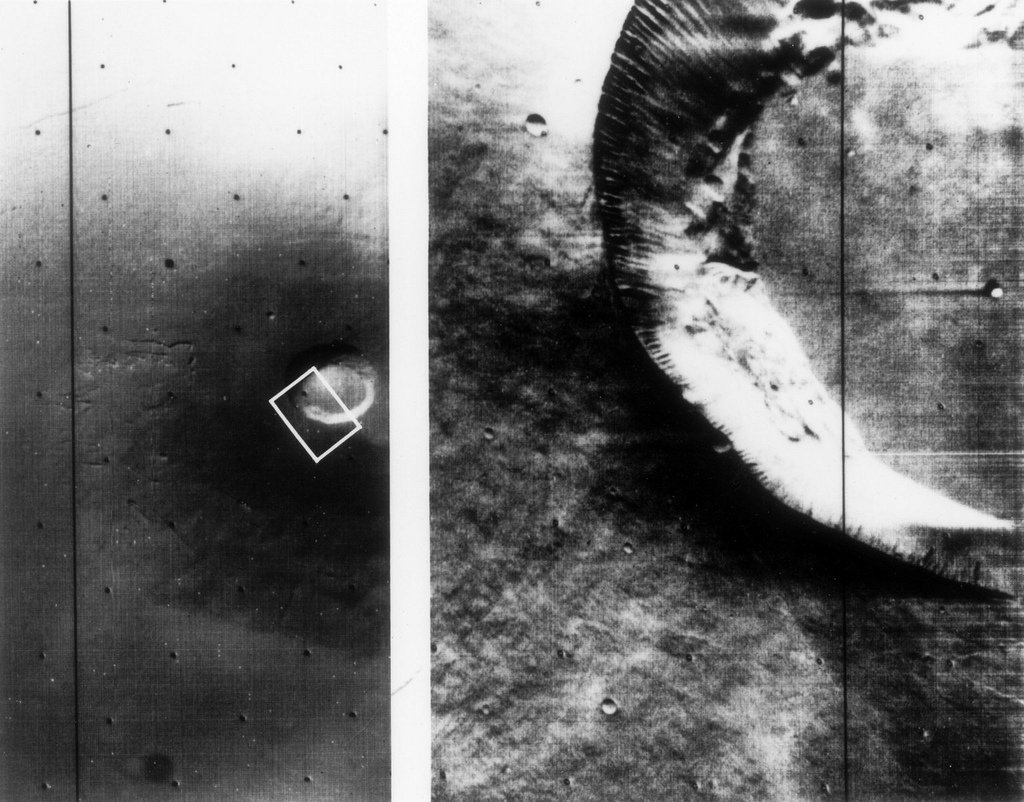
Een Martiaanse schildvulkaan (diameter ± 40 km), vastgelegd door groothoek- en telelens.

De hoofdmotor ontbrandde gedurende 15 minuten en 23 seconden. Deze geslaagde manoeuvre maakte Mariner 9 de eerste sonde in een omloopbaan rond een andere planeet. In eerste instantie had deze een apoapsis van 17.915 km bij een periapsis van 1398 km, een omlooptijd van 12 uur en 34 minuten (754,02 minuten) en een inclinatie van 64,4° bij een excentriciteit van 0,633. Twee dagen later verlaagde een zes seconden durende vuurstoot de omlooptijd tot iets minder dan 12 uur (718,23 minuten), bij apoapsis van 17.094 km, een periapsis van 1387 km en een excentriciteit van 0,622 bij ongewijzigde inclinatie.
Er trad echter een complicatie op. Het zwaartekrachtveld van Mars vertoonde kleine afwijkingen. Het missieplan hield geen rekening met dit tot dan toe onbekende fenomeen. De reële omlooptijd bleek korter dan berekend. Dit had zijn weerslag op het communicatie-waarnemingsvenster van de 64-meter antenne van het DSN te Goldstone. Daarom voerde Mariner 9 op 30 december tijdens de 94e omloop nogmaals een baancorrectie uit. Dit bracht het toestel in een baan met een apoapsis van 16.860 km, een periapsis van 1650 km en een omlooptijd van 719,47 minuten, bij een excentriciteit van 0,6014. Door de grotere hoogte kon iedere opname een groter gebied beslaan, zodat binnen 90 dagen 70% van het oppervlak in kaart kon worden gebracht.
Tijdens aankomst van het trio verkenners ging Mars gebukt onder een gigantische stofstorm, die al sinds 22 september woedde. Deze ontstond boven Noachis Terra maar groeide uit tot een van de grootste stormen, die astronomen ooit op Mars waarnamen. Slechts de toppen van Olympus Mons en drie vulkanen in Tharsis waren zichtbaar. De storm onttrok de rest van het oppervlak volledig aan het zicht van de camera's (de Russen kampten met ergere problemen; hun voorgeprogrammeerde landingsschotels doken de storm in). Tijdens november en december luwde de storm langzaam. Mars bleek een aanzienlijk stoffiger omgeving dan vooraf verondersteld.
De Mariner 9 verzamelde gegevens over de samenstelling van de atmosfeer, dichtheid, temperatuur en luchtdruk. Daarnaast onderzocht de sonde bodemgesteldheid, bodemtemperatuur, zwaartekracht en Martiaanse topografie. In totaal ontving de vluchtleiding 7329 opnamen. In drie maanden tijd bracht Mariner 9 70% van het oppervlak in kaart. Bovendien fotografeerde het toestel beide maantjes, Phobos en Deimos. De verkenner stuurde 54 miljard bits aan informatie door. Dit was 27 maal zo veel als van de drie voorgaande Marinermissies naar Mars.

### Einde van de missie
Na 122 dagen wees de schotelantenne niet meer naar de Aarde, wat tot communicatieproblemen leidde. Het uitvoeren van een HGAM (high-gain antenna maneuver) verhielp dit. Op 27 oktober 1972 kwam de missie van Mariner 9 ten einde. De voorraad brandstof voor standregeling was uitgeput en de accu liep leeg. Op bevel van NASA schakelde de sonde zich voorgoed uit. Het nu langzaam tuimelende vaartuig zal naar schatting minimaal een halve eeuw om Mars blijven cirkelen.

## Resultaten

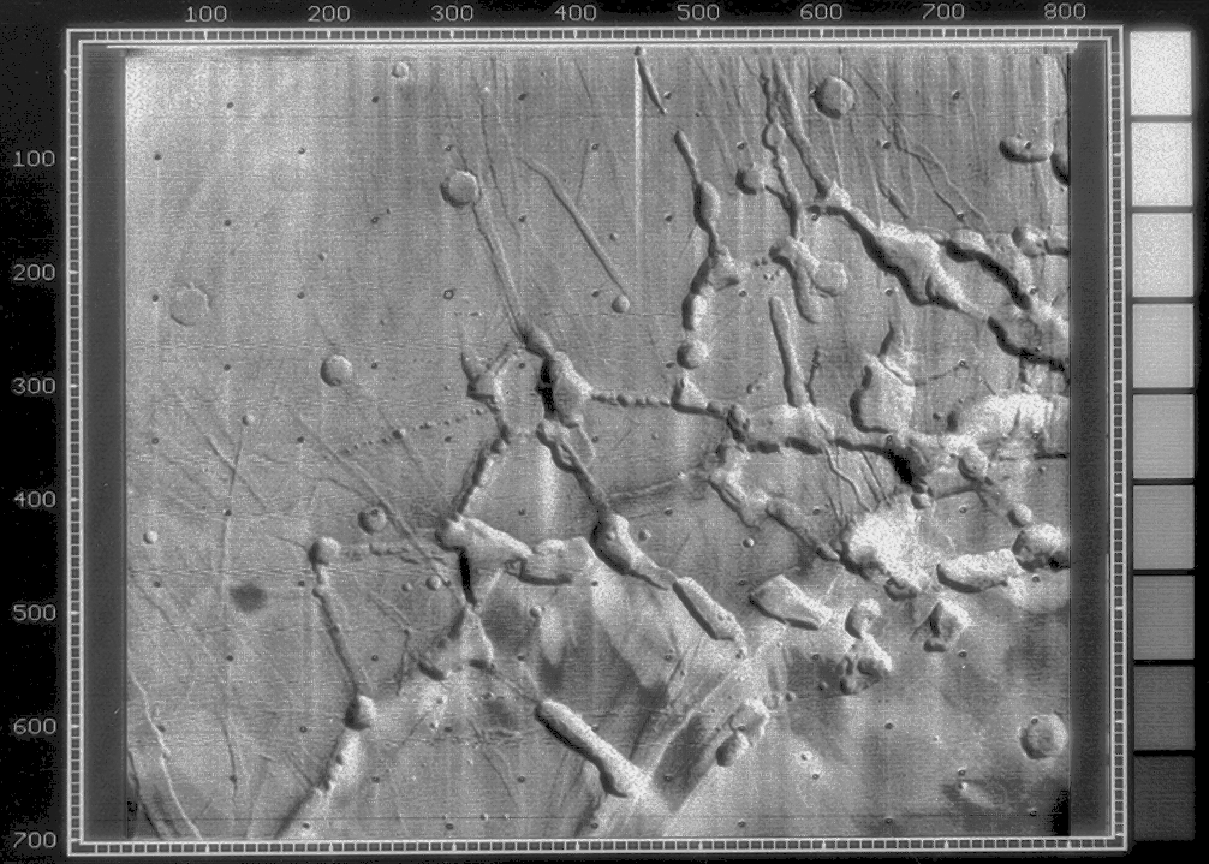
Een opname van Noctis Labyrinthus, gesitueerd aan de westzijde van Valles Marineris, toont slenken, kraters en een aantal tafelbergen. Het gefotografeerde gebied beslaat 400 km; noord is boven.

Deze geslaagde missie leverde (naast een eerste blik op beide maantjes) een kaart van Mars op, met de eerste gedetailleerde opnamen van Martiaanse vulkanen, ijskappen en een grote slenk, die Valles Marineris werd gedoopt. De foto's lieten opgedroogde rivierbeddingen zien, uitgedoofde vulkanen, kraters, kloven, ijsafzettingen, ijswolken, ochtendnevel, weerfronten, plaatselijke zandstormen en bewijs van eolische activiteit: door wind veroorzaakte erosie en afzetting van sediment. De gemeten luchtdruk liep uiteen van 2,8 tot 10,3 mbar. Daarnaast bekeek de verkenner eigenschappen van de ionosfeer aan de dagzijde, verrichtte metingen van de hoeveelheid waterdamp in de atmosfeer, stelde de hoeveelheid ozon in de bovenste atmosfeerlagen vast en seinde een uv-spectrum van Phobos over. Verder merkte Mariner 9 onregelmatigheden in het zwaartekrachtveld op. De wetenschappelijke wereld stelde haar oordeel over Mars bij. De heersende mening dat Mars een dode planeet was, werd gelogenstraft door de scherpe opnamen van relatief jonge vulkanen. Die overklasten de vagere beelden van Mariner 6 en 7. De belangstelling voor eventueel astrobiologisch leven op Mars nam daarom toe. Ook sporen van vroegere aanwezigheid van vloeibaar water wakkerden de interesse aan. Bewijs voor recente vulkanische activiteit vond Mariner 9 niet.

## Storm

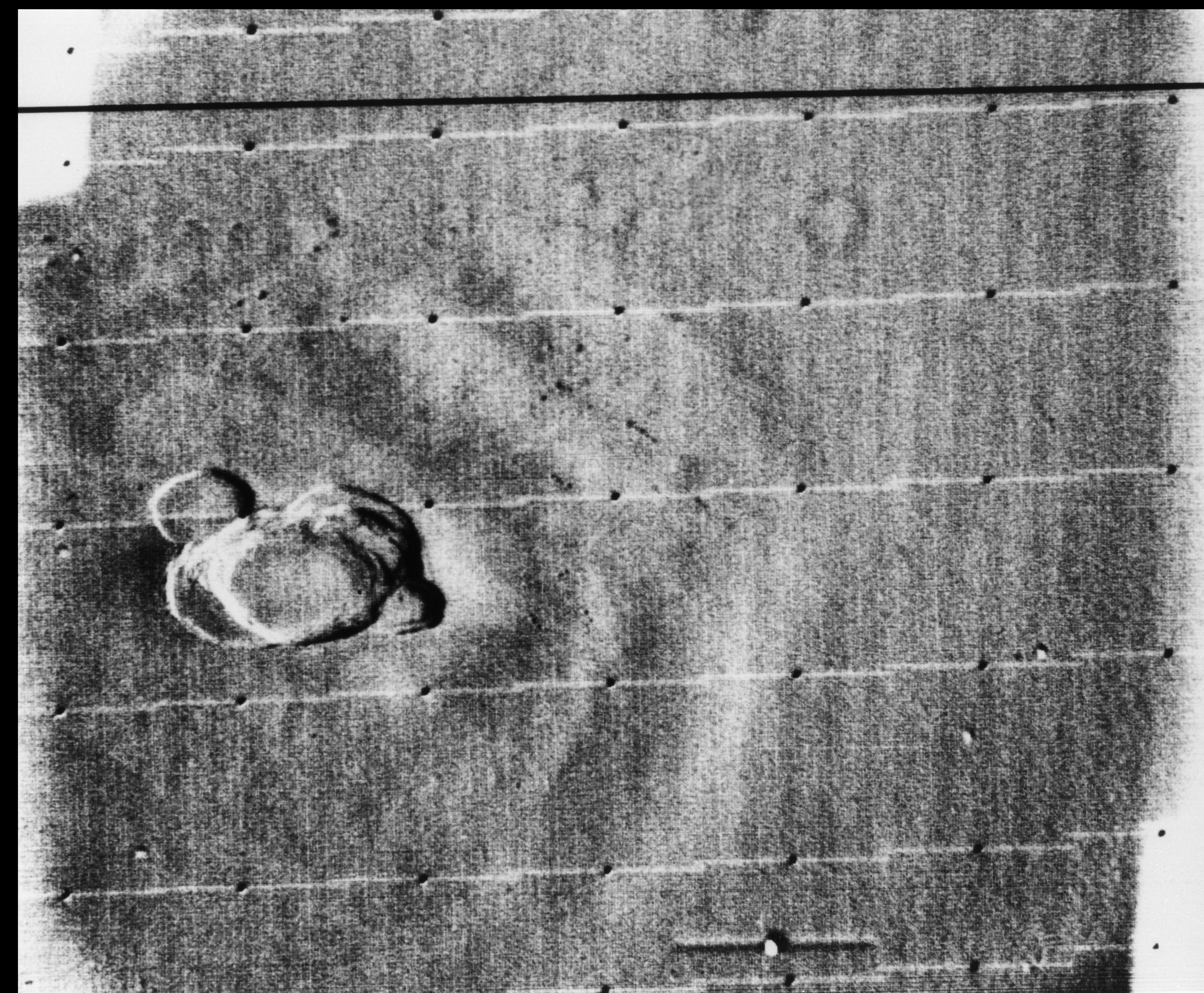
Op deze opname van 27 november 1971 torent Olympus Mons boven de storm uit.

De Mariner 9 moest interessante, maar bovenal veilige landingsplaatsen voor Viking 1 en 2 opsporen. Het vaartuig zou in de eerste 20 dagen een ruwe kaart van het oppervlak maken ten behoeve van aanvullende fotoverkenning. Maar de rode planeet gaf zijn visitekaartje af. Op 22 september merkten astronomen op Aarde een heldere witachtige wolk op in Noachis Terra. Ze waren getuige van het losbreken van de grootste Martiaanse storm die men tot dan toe ooit waarnam. Vanuit een streepvormige, 2400 km lange kern bedekte de storm enkele dagen later twee derde van de planeet en ook Syrtis Major verdween onder de zandstorm. Op 28 september ontwikkelde zich een nieuwe kern in het Eosgebied. De storm nam dusdanig toe, dat die tegen het einde van de eerste week in oktober de gehele planeet aan het zicht onttrok; een gebied van bijna 12.000 km lengte ging in slechts zestien dagen gebukt onder de storm.
Op 8 november stuurde Mariner 9 de eerste foto's, hoofdzakelijk bedoeld als kalibratie voor de camera's. Mars had op de foto's echter al een dusdanige omvang dat de vluchtleiding het probleem besefte: de opnamen lieten geen enkel detail zien. Deze foto's dienden als overbrugging tussen de vage foto's van Mariner 4, 6 en 7 en close-ups van Mariner 9. Naarstig zocht het team naar herkenbare details. Ten slotte viel op, dat de positie van een donkere stip overeenkwam met de locatie van Olympus Mons. Uit radarwaarnemingen bleek al, dat dit een van de hoogste gebieden op Mars betrof. Olympus Mons was, na de polaire ijskap, het eerste opvallende landschapskenmerk dat Mariner 9 aantrof. Computerbewerking onthulde kraters in vier bergtoppen: het bewijs voor vulkanen. Maar verder onttrok de storm alle kleinere details aan het oog; het Vikingteam kon slechts hopen op een weersomslag.
Vanaf 17 november nam de storm enigszins in kracht af. Begin december luwde de storm niet verder, maar net voor de jaarwisseling klaarde het verder op. Velen bij NASA betwijfelden, of hun Vikinglanders enkele jaren later een geslaagde landing konden maken. En met reden: de lander van Mars 2 overleefde de afdaling niet; die van Mars 3 voerde weliswaar een zachte landing uit en maakte contact met zijn orbiter, maar dat ging na een paar seconden weer verloren. Aanvankelijk vreesde NASA dat het weer vooral in laaggelegen gebieden onvoldoende op zou klaren tijdens de missie. Tijdens de derde week van februari klaarde het echter uit.
Mariner 1 · Mariner 2 · Mariner 3 · Mariner 4 · Mariner 5 · Mariner 6 · Mariner 7 · Mariner 8 · Mariner 9 · Mariner 10